# Manifestations de décembre 1960
 (octobre 2022).
Guerre d'Algérie
Batailles
- Toussaint rouge
- Opération Eckhmül
- Opération Aloès
- Opération Véronique (en)
- Opération Violette
- Massacres d'août 1955 dans le Constantinois
- Opération Timgad
- Bataille d'El Djorf
- Opération Oiseau bleu
- Embuscade de Palestro
- Bataille d'Alger
- Bataille de Bouzegza
- Bleuite
- Bataille de Timimoun
- Bataille des Frontières
- Combat du Fedj Zezoua
- Coup d'État du 13 mai 1958
- Opération Résurrection
- Opération Couronne
- Opération Brumaire
- Plan Challe
- Opération Jumelles
- Semaine des barricades
- Manifestations de décembre 1960
- Putsch des généraux

- Bataille de Bab El Oued
- Fusillade de la rue d'Isly
- Massacre d'Oran

Au début du mois de décembre 1960, des manifestations pour l'indépendance de l'Algérie éclatent dans la plupart des villes algériennes et notamment à Alger et ses quartiers populaires.
Ces manifestations ont été organisées en signe de soutien au FLN et au GPRA pour l’indépendance de l’Algérie. 
Après la bataille d'Alger et le démantèlement des cellules du FLN, elles prouvent que le sentiment nationaliste reste fort dans la population algérienne et ce dans toutes les catégories sociales.

## Déroulement
Les manifestations s'étendent à toutes les villes et à Alger, dans tous les quartiers populaires : la Casbah, Belcourt, Diar el Mahçoul et Climat-de-France, au Clos-Salembier, El-Harrach, Kouba, Birkhadem et Dar El Beïda.
Ces manifestations prennent très vite l'allure d'un soulèvement populaire pour l'indépendance, et la population affronte directement les forces de l'ordre et les parachutistes. Plusieurs parties des quartiers européens comme la rue Michelet et Bab El Oued sont envahies ou investies.
Charles de Gaulle autorise l’armée à ouvrir le feu sur les manifestants, tuant au moins 260 personnes.
Les manifestations, qui durent plus d'une semaine, s'étendent également à plusieurs villes algériennes Oran, Chlef, Blida, Constantine, Annaba et autres, au cours desquelles le peuple porte les mêmes slogans.
Ces manifestations survenues à la venue de de Gaulle, sont durement réprimées, alors que l’ONU approuve de nouveau l’autodétermination,, elles sont un démenti sévère de la propagande gaulliste, qui présente encore le peuple algérien comme loyal à la France et le FLN comme une minorité terroriste, car elle prouve l'adhésion de la population à la lutte pour l'indépendance et donc au FLN. 
Sur le plan militaire et sécuritaire, elle montre aussi que depuis la bataille d'Alger l'armée française ne peut empêcher la mobilisation de la population même dans les quartiers européens.
Ainsi, pour la cause algérienne, ces manifestations sont une démonstration de force, au moment où l'Assemblée Générale de l'ONU, qui a inscrit la question algérienne à son ordre du jour le 20 juillet, doit en délibérer le 19 décembre 1960,.

## Postérité
L'Algérie organise chaque année une commémoration du caractère révolutionnaire des manifestations de décembre 1960 selon un « récit officiel » et figé (cf. Daho Djerbal et autres auteurs que l'on retrouve dans les manuels scolaires algériens).
Du "côté français", « ces manifestations ont tout simplement disparu de l’histoire officielle, dissimulées de même que leur répression. »
De rares films documentaires les commémorent.

## Bilan humain
Au moins 260 manifestants sont tués par l'armée et la police française selon Mathieu Rigouste entre le 9 décembre 1960 et le 6 janvier 1961.
L'État français déclare 112 victimes tuées, toutes désarmées, entre le 9 et le 16 décembre

### Filmographie
Long métrage
- 1966 : La Bataille d'Alger de Gillo Pontecorvo. La fin du film est consacrée aux manifestations d’Alger. cf.Documentaire * 1972: La Guerre d'Algérie de Yves Courrière et Philippe Monnier.
- 2020 : Un seul héros le peuple, film de Mathieu Rigouste.

### Odonymie
Plusieurs odonymes de villes algériennes rappellent la date du 11 décembre 1960 qui marque le début de ces manifestations de grande ampleur : 